# Juxhin Xhaja
Juxhin Xhaja (Tirana, 24 mei 1990) is een Albanees voetbalscheidsrechter. Hij is in dienst van FIFA en UEFA sinds 2018. Ook leidt hij sinds 2016 wedstrijden in de Kategoria Superiore.
Op 1 oktober 2016 leidde Xhaja zijn eerste wedstrijd in de Albanese nationale competitie. Tijdens het duel tussen Skënderbeu Korçë en Vllaznia Shkodër (3–0) trok de leidsman viermaal de gele kaart. In Europees verband debuteerde hij op 5 juli 2018 tijdens een wedstrijd tussen Gzira United en Sant Julià in de voorronde van de UEFA Europa League; het eindigde in 2–1 en de Albanese leidsman gaf zes gele kaarten, waarvan twee aan dezelfde speler. Zijn eerste interland floot hij op 10 oktober 2019, toen Kosovo met 1–0 won van Gibraltar. Tijdens dit duel gaf Xhaja één gele kaart.

## Interlands
| Datum             | Plaats               | Wedstrijd               | Uitslag | Competitie             | Kreeg geel | Kreeg voor de tweede keer geel en dus rood | Weggestuurd |
| ----------------- | -------------------- | ----------------------- | ------- | ---------------------- | ---------- | ------------------------------------------ | ----------- |
| 10 oktober 2019   | Pristina, Kosovo     | Kosovo – Gibraltar      | 1 – 0   | Vriendschappelijk      | 1          | 0                                          | 0           |
| 22 september 2022 | Vaduz, Liechtenstein | Liechtenstein – Andorra | 0 – 2   | Nations League 2022/23 | 7          | 0                                          | 0           |
| 19 november 2022  | Pristina, Kosovo     | Kosovo – Faeröer        | 1 – 1   | Vriendschappelijk      | 3          | 0                                          | 0           |
| 17 oktober 2023   | Kaunas, Litouwen     | Litouwen – Hongarije    | 2 – 2   | EK 2024 kwalificatie   | 6          | 0                                          | 0           |
| 14 oktober 2024   | Tallinn, Estland     | Estland – Zweden        | 0 – 3   | Nations League 2024/25 | 5          | 0                                          | 0           |
| 6 juni 2025       | Pristina, Kosovo     | Kosovo – Armenië        | 5 – 2   | Vriendschappelijk      | 2          | 0                                          | 0           |

Laatst bijgewerkt op 7 juni 2025.